# Браћа (филм из 2015)
Браћа је индијски акциони филм из 2015. године, снимљен у режији Карана Малхотре. Филм је званични римејк холивудског филма Ратник из 2011..

## Радња
Филм започиње постављањем у средишту пажње покретање питања о уличним тучама у Мумбају. Спортски директор Питер де Браганза изражава жељу да уличне борбе постану признат спорт и одлучи да створи лигу Right 2 Fight (Р2Ф). У међувремену, у затвору, Герсон "Гери" Фернандес, лечени алкохоличар и бивши ММА стручњак на рехабилитацији, одслужио је казну и његов млађи син Монти долази да га покупи. Монти се наљути када га отац пита о свом старијег брату Дејвиду и води га кући. Код куће Гери не затиче личне ствари своје супруге Марије, која је умрла пре много година. Дејвид, сада професор физике, има ћерку која има обољење бубрега. Због немогућности да подигне новац из банке или га стекне преко других извора, Дејвид зарађује учествовањем у уличним тучама. Ово разјара његову жену Џени, која је забринута за мужа. У међувремену, Гери, ком недостаје супруга Марија, почиње халуцинирати. Гери затим покушава да оде код Дејвида, али га овај заједно са Монтијем из беса избацује из куће.
Монти касније сазнаје да је Геријев ванбрачни син. Упркос томе, Марија га је волела као своје дете, али и Дејвид као свог брата.Обојица су били веома блиски када је Дејвид имао 18, а Монти 14 година. Једне ноћи, на Монтијев 15. рођендан, Гери је дошао кући пијан и извињавао се Марији за уништавање породице, али је грешком назове именом своје љубавнице, Саре. Разјарена Марија се супроставља мужу. У пијаном стању, Гери удара Марију од чије силине она умире. Бесни Дејвид гура Герија у страну. Када се Монти приближава мајци, Дејвид га љутито одгурну, сматрајући обојицу подједнако кривим за смрт своје мајке. Ово ствара јаз између Герија, Монтија и Дејвида.
Дејвид касније губи посао када директор школе Шохит Десај сазнаје о његовој умешаности у уличним тучама. Монти, који жели да буде борац, упознаје свог агента, Сулејман Пашу. Сулејман му организује меч са Мустафом у којој Монти бива поражен. Ово разбесни Герија те се Монти одлучује за реванш са Мустафом, где га Монти побеђује и одлази на мегдан са Питером. Борба бива снимана и отпремљена на Јутјуб и убрзо Монти постаје интернет сензација. Монти пролази кроз обуку да постане шампион Р2Ф. У међувремену, Дејвид такође одлучује да постане борац и Џени га охрабрује у томе. Сулејман тренира Дејвида и организује му меч, док Монти слави победу у бару. Дејвид након тога побеђује. Р2Ф ускоро постаје сензација и борци из целог света показују свој интерес за лигу. На крају, браћа Дејвид и Монти стижу до финала.
Гери, осећајући се кривим, напушта арену, сматравши да је он одговоран за сукоб између браће. Паша саветује Дејвида да не дозволи да његов однос са Монтијем угрози шансе за победу. Меч је почео. И Дејвид и Монти показују снажан отпор, међутим, Дејвид при крају рунде Монтију ломи раме. Он након тога одмах показује бригу за млађег брата, али Паша му указује да настави са борбом. Гери журно одлази код Дејвида и извињава му се за своје грешке. Он тражи од сина да не искаљава бес на Монтија, и подсећа га да је Монти његов брат. Дејвид, већ збуњен, окреће се ка Монтију и замишља га када је био мањи. Монти, с друге стране, пристаје да настави меч, упркос сломљеном рамену и замагљеном виду. Меч се наставља. Када је Дејвид бацио Монтија на земљу, он тражи од њега да престану са борбом. Монти, заузврат, каже да је Дејвид увек мислио само на себе када је напустио брата из беса због смрти мајке, те му говори да настави са ударањем. Дејвид се осећа кривим ; почиње да плаче и извињава се. Видевши то, Монти преда меч. Монти се мири са Дејвидом, а овај га касније односи из арене у својим рукама.

## Улоге
| Акшеј Кумар       | Дејвид Фернандез                                                             |
| Сидхарт Малхотра  | Монти Фернандез                                                              |
| Жаклин Фернандез  | Џени Фернандез                                                               |
| Џеки Шроф         | Герсон Фернандез                                                             |
| Шефали Шах        | Марија Фернандес                                                             |
| Меган Јадхав      | Дејвид Фернандес (као тинејџер)                                              |
| Ашутош Рана       | Сулејман                                                                     |
| Киран Кумар       | Питер Бриганза (бивши шампион мешовитих борилачких вештина, сада председник) |
| Кулбушан Карбанда | Директор Шохит Десај                                                         |
| Харш Синх         | Водитељ вести                                                                |
| Карина Капур      | специјална појава (плесачица у пемси Mera Naam Mary Hai)                     |